# Tibo Vandenborre
Tibo Vandenborre (1971) is een Vlaams acteur.
Zijn eerste hoofdrol in een televisieserie speelde Vandenborre in het in 2008 uitgezonden De Smaak van De Keyser als de jonge Jacques Marchoul. Ook in de langspeelfilms Rundskop van Michaël R. Roskam, The Invader van Nicolas Provost en De Behandeling van Hans Herbots speelde hij belangrijke rollen.
In het theater danste hij mee in Tanzung van het gezelschap Bloet met Jan Decorte, Taka Shamoto en Sigrid Vinks.
In 2012 werd hij genomineerd bij de Vlaamse Filmprijzen als Beste acteur in een bijrol voor zijn rol als Kris in The Invader.

## Film- en televisierollen
- 2008: Oorlogswinter als Duitse soldaat Redding
- 2008: De Smaak van De Keyser als de jonge Jacques Marchoul
- 2009: Jes als stalker
- 2011: Rundskop als Anthony De Greef
- 2011: Swooni als Guillaume
- 2011: The Invader als Kris
- 2012: Code 37 als Hans Pelckmans (gastrol)
- 2012: Clan als Ben Oostvogels
- 2012: Salamander als conciërge weeshuis
- 2014: In Vlaamse velden als soldaat De Pruim
- 2014: De Behandeling als Alex Simons
- 2014: Cordon als Mees
- 2015: Brak als Lucas
- 2018: Fenix als Torre
- 2018: Redbad als Charles
- 2018: Niet Schieten als Toon Dehaes
- 2019: Undercover als Redwan
- 2020: De Bende van Jan de Lichte als De Spanjol
- 2023: 1985 als Léon François
- 2023: Interview met de geschiedenis als Leopold II van België